# Aiguamoll de la Bòbila
L'aiguamoll de la Bòbila es localitza als afores de Santpedor i ocupa una superfície de 7,47ha. A 500 metres al sud del poble de Santpedor, entre la via dels Ferrocarrils de la Generalitat i el camí del Coll de l'Om.

## Dades històriques
L'aiguamoll té el seu origen en l'extracció d'argiles que realitzava una bòbila (dècada de 1920) i que va propiciar un rebaixament del sòl fins a arribar al nivell d'aigües freàtiques. Als anys 80 la indústria va fer fallida i la zona es va convertir en un abocador. L'any 1992 la Junta de Residus va clausurar l'abocador i va retirar-ne les deixalles i un any més tard l'organització ecologista local Gestió i Estudi del medi procedí a reconvertir l'antiga argilera en aiguamoll, gràcies a una subvenció del Departament de Medi Ambient.

## Descripció
El projecte va consistir en la creació de zones inundables de profunditats diferents per afavorir la presència de macròfits, es van suavitzar els pendents per afavorir el creixement de vegetació. Les vores dels estanys es van fer asimètriques i de contorn irregular, incrementant així els llocs de refugi de la fauna, es feren platges de sorra i grava per afavorir la població d'invertebrats i es plantaren arbres típics de zones humides. Totes aquestes actuacions han fet que l'aiguamoll de la Bòbila de Santpedor sigui un dels espais amb més diversitat d'ocells de la conca mitjana del Llobregat.
Tot aquest conjunt d'actuacions han fet de l'aiguamoll de la bòbila de Santpedor un espai amb una gran diversitat d'ocells. S'hi ha detectat més de 130 espècies, algunes d'elles molt rares o fins i tot mai observades a la conca mitjana del Llobregat. Destaquen, per exemple, i com a nidificants, el martinet menut (Ixobrychus minutus) o el rascló (Rallus aquaticus). Per altra banda, espècies com el flamenc (Phoenicopteris ruber), el capó reial (Plegadis falcinellus) o el morell xocolater (Aythya nyroca) hi han estat observades durant l'hivern o en migració.